# Königsee
Königsee (do 31 grudnia 2018 Königsee-Rottenbach) – miasto w Niemczech, w kraju związkowym Turyngia, w powiecie Saalfeld-Rudolstadt. Powstało 31 grudnia 2012 z połączenia miasta Königsee oraz gminy Rottenbach.
1 stycznia 2019 do miasta przyłączono gminy Dröbischau oraz Oberhain, które stały się jego dzielnicami. Miasto pełni również funkcję "gminy realizującej" (niem. "erfüllende Gemeinde") dla gmin Allendorf i Bechstedt.